# Linia kolejowa Ziemcy – Żarkowskij
Linia kolejowa Ziemcy – Żarkowskij – linia kolejowa w Rosji łącząca stację Ziemcy ze ślepą stacją Żarkowskij. Zarządzana jest przez region moskiewski Kolei Październikowej (część Kolei Rosyjskich). 
Linia położona jest w obwodzie twerskim. Na całej długości jest niezelektryfikowana i jednotorowa. Przez większość długości poprowadzona jest przez lasy bagienne.

## Historia
Linia została otwarta w 1930. Po 1969 linię przedłużono dalej do Smoleńska. Linia na południe od Żarkowskija została zlikwidowana po 2000
Początkowo linia leżała w Związku Sowieckim. Od 1991 położona jest w Rosji.